# José Maria de Vasconcelos Mascarenhas
José Maria de Vasconcelos Mascarenhas (1787-1843), magistrado e político português do século XIX, ocupou vários cargos, entre eles os de Presidente da Câmara de Santarém, de deputado nas Cortes e de Governador Civil de Castelo Branco.  

### Biografia
Nasceu no lugar de Famalicão, freguesia de São Paio de Arcos, concelho de Anadia, a 30 de junho de 1787, sendo o filho mais novo de Julião Libório de Almeida (?-c.1798) e de Ana Saraiva Inácia (?-c.1797). Foi afilhado do 6.º Conde de Valadares. A família quer paterna, quer materna estava ligada à magistratura e carreiras diversas na Universidade de Coimbra. Ficou órfão aos 11 anos, tendo sido confiado a um tutor que lhe garantiu a continuidade da educação nessa cidade. Após formação base ingressou em Direito em 1804, formando-se em 1809. Fez parte do chamado “Batalhão Académico” de resistência às invasões francesas.
A partir de 1812 peticiona colocação como juiz de fora, de modo a ingressar na carreira. Sendo nomeado para Santarém a 16 de setembro de 1820, veio a ser reconduzido em 1823, assumindo com esse cargo a Presidência da Câmara Municipal, entretanto criada, sendo reconduzido no triênio 1823 a 1826, — com o decreto de reposição da situação anterior às eleições — mantendo-se em funções até ser substituído, por decreto de 10 de fevereiro de 1826. Acompanhou a visita do Rei D. João VI a esta cidade, sobre a qual escreveu um relato da jornada, publicado em 1824. Primeiramente próximo do vintismo acabou por assumir posições mais conservadoras. Foi eleito deputado por Santarém na legislatura de 1840-1842. No parlamento, pertenceu às Comissões de Agricultura e de Infrações, sendo bastante ativo em propostas desenvolvimentistas e fiscais. Esteve próximo de Costa Cabral (1803-1889). Veio ainda a ser Governador Civil de Castelo Branco entre 16 de junho de 1843, falecendo em funções nesse mesmo ano.
Figura controversa, bem representativa da sua época e da consolidação do liberalismo, morreu aos 56 anos, na cidade de Castelo Branco a 22 de outubro de 1843.
Referências:
AHCMS, “Acta da sessão [do Senado] 16 de setembro de 1820”, Livro de atas do Senado da Câmara de Santarém 1818 a 1820, fls. 182v, PT/AHCMSTR/ATA1818-1820.
ANTT, “José Maria Vasconcelos Mascarenhas [Carta. Cavaleiro da Ordem de Nª Srª da Conceição de Vila Viçosa]”, 12 de fevereiro de 1824, Registo Geral de Mercês, D.João VI, liv.18, fl.107v, PT/TT/RGM/F/0000/152737, [disponível em linha em: http://digitarq.arquivos.pt/details?id=1996735].
DÓRIA, Luis, s. v. “MASCARENHAS, José Maria de Vasconcelos (?-?)” em Dicionário Biográfico Parlamentar 1834-1910, Maria Filomena Mónica (coord.), Lisboa: ICS/UL e Assembleia da República, 2005, vol. II (D-M), p. 790-792.
LÁZARO, Alice, As 7 vidas de José Maria de Vasconcellos Mascarenhas – Uma biografia política 1807-1842, Lisboa: Chiado Editora, col. “Ecos da História”, 2012.
1. ↑  LÁZARO, Alice, As 7 vidas de José Maria de Vasconcellos Mascarenhas – Uma biografia política 1807-1842, Lisboa: Chiado Editora, col. “Ecos da História”, 2012.
2. ↑  AHCMS, “Acta da sessão [do Senado] 16 de setembro de 1820”, Livro de atas do Senado da Câmara de Santarém 1818 a 1820, fls. 182v, PT/AHCMSTR/ATA1818-1820.
3. ↑  DÓRIA, Luis, s. v. “MASCARENHAS, José Maria de Vasconcelos (?-?)” em Dicionário Biográfico Parlamentar 1834-1910, Maria Filomena Mónica (coord.), Lisboa: ICS/UL e Assembleia da República, 2005, vol. II (D-M), p. 790-79